# Viničné
Viničné é um município da Eslováquia, situado no distrito de Pezinok, na região de Bratislava. Tem 9,62 km² de área e sua população em 2019 foi estimada em 2577 habitantes.

## Demografia
| Ano:        | 1994 | 2004    | 2014    | 2024    |
| ----------- | ---- | ------- | ------- | ------- |
| Broj ljudi: | 1419 | 1608    | 2249    | 2800    |
| Razlika:    |      | +13,31% | +39,86% | +24,49% |

| Ano:               | 2023 | 2024 |
| ------------------ | ---- | ---- |
| Número de pessoas: | 2800 | 2800 |
| Diferença:         |      | +0%  |